# 곽정희
곽정희(郭正姬, 1953년 5월 25일 ~ )는 대한민국의 배우이다. 본관은 현풍 곽씨다.

## 학력
- 동덕여자고등학교
- 중앙대학교 연극영화과

## 드라마
- 1977년 TBC 주말연속극 《청실홍실》
- 1981년 KBS1 대하드라마 《개국》
- 1982년 KBS1 대하드라마 《풍운》
- 1982년 KBS2 일일연속사극 《꽃가마》
- 1982년 KBS1 일일연속극 《보통 사람들》
- 1985년 KBS2 수목드라마 《빛과 그림자》
- 1986년 KBS1 일일연속극 《여심》
- 1986년 KBS1 특집드라마 《초혼가》
- 1986년 KBS1 대하드라마 《노다지》
- 1986년 KBS2 주간드라마 《형사 25시》
- 1987년 KBS1 TV 소설 《사랑》
- 1987년 KBS1 특집드라마 《환멸을 찾아서》
- 1987년 KBS1 대하드라마 《토지》- 소화 역
- 1987년 KBS2 주간드라마 《TV 손자병법》
- 1987년 KBS2 일일연속사극 《꼬치미》
- 1988년 KBS1 특집드라마 《한씨 연대기》
- 1988년 KBS1 특집드라마 《만수의 크리스마스》
- 1989년 KBS1 특집드라마 《지포리에서 생긴 일》
- 1989년 KBS1 대하드라마 《역사는 흐른다》- 주모 역
- 1990년 KBS1 특집드라마 《바람소리》
- 1990년 KBS1 특집드라마 《기다리는 사람들》
- 1990년 KBS2 주말연속극 《꽃 피고 새 울면》
- 1990년 KBS2 주말연속극 《야망의 세월》
- 1990년 KBS2 수목드라마 《검생이의 달》
- 1990년 KBS2 수목드라마 《머슴아와 가이내》
- 1991년 KBS2 수목드라마 《도둑의 아내》
- 1991년 KBS1 특집드라마 《너두 늙어봐라》
- 1991년 KBS1 청춘드라마 《맥랑시대》
- 1991년 KBS1 대하드라마 《바람꽃은 시들지 않는다》
- 1991년 KBS2 월화드라마 《형》
- 1992년 KBS2 금요드라마 《비가비》
- 1993년 KBS1 대하드라마 《먼동》
- 1993년 KBS2 금요드라마 《금요일의 여인》
- 1993년 KBS2 수목드라마 《굿모닝 영동》
- 1993년 KBS2 주간드라마 《신 손자병법》
- 1993년 SBS 월화드라마 《결혼》
- 1994년 SBS 드라마스페셜 《이 남자가 사는 법》
- 1994년 KBS2 수목드라마 《사라비아 공화국》
- 1994년 KBS2 주말연속극 《딸부잣집》
- 1994년 KBS2 수목드라마 《인간의 땅》
- 1995년 KBS2 월화드라마 《장녹수》
- 1995년 KBS2 주말연속극 《젊은이의 양지》
- 1995년 SBS 주말극장 《옥이 이모》
- 1995년 KBS1 대하드라마 《찬란한 여명》
- 1996년 SBS 드라마스페셜 《남자대탐험》- 김금례 역
- 1996년 SBS 드라마스페셜 《8월의 신부》
- 1996년 KBS2 주말연속극 《첫사랑》
- 1996년 MBC 청춘시트콤 《남자 셋 여자 셋》
- 1997년 SBS 월화드라마 《여자》
- 1997년 KBS2 주말연속극 《파랑새는 있다》
- 1997년 SBS 주간드라마 《SBS 70분 드라마》
- 1997년 KBS2 월화드라마 《프로포즈》
- 1998년 KBS2 월화드라마 《진달래꽃 필 때까지》
- 1998년 SBS 일일시트콤 《순풍산부인과》
- 1998년 KBS2 월화드라마 《짝사랑》
- 1999년 KBS2 주간드라마 《부부클리닉 사랑과 전쟁》
- 1999년 KBS2 일요드라마 《어사출두》
- 2001년 SBS 드라마스페셜 《순자》
- 2001년 KBS1 일일연속극 《사랑은 이런거야》
- 2004년 KBS2 월화드라마 《낭랑 18세》
- 2007년 SBS 주말특별기획 《칼잡이 오수정》 - 무속인 역
- 2024년 hy프레딧 웹드라마 《프레시우먼2》

## 영화
- 1975년 작은별
- 1980년 깃발 없는 기수
- 1981년 사랑하는 사람아
- 1988년 사방지
- 1989년 껄떡쇠